# Cooper Creek
Cooper Creek ili Barcoo kako ga koji put zovu je velika australska rijeka duga 1 420 km.
Po duljini svog sliva Cooper Creek je drugi po veličini australski riječni sustav nakon sustava - Murray - Darling, iako je po količini voda vrlo mali, jer teče kroz suh polupustinjski kraj u kom većina njegovih voda ispari. 

## Zemljopisne karakteristike
Cooper Creek se stvara spojem rijeka Barcoo i Thomson zapadno od Velikog razvodnog masiva u Queenslandu, odatle teče u smjeru jugozapada do svog ušća u jezero Jezero Eyre u državi Južna Australija. Do jezera uspije doći nešto voda, jedino ako padaju obilne monsunske kiše kod njegovih udaljenih izvora zapadnoj Australiji. 
Cooper Creek ima sliv velik oko 296 000 km² koji se uglavnom koristi kao ogromni pašnjak, nakon što se povuče voda nakon poplava, njegov prosječni istjek iznosi samo 82 m3/s, jer se velik dio njegovih voda koristi za navodnjavanje. Izgradnjom brojnih akumulacionih jezera 1990-ih duž njegova toka, za navodnjavanje plantaža pamuka, nivo voda koji danas dopire do močvarnog područja Jezera Eyre bitno je opao, pa se brojni ekolozi bune zbog ugrožavanja ekosistema.
Tok rijeke prvi su istražili Charles Sturt i Thomas Livingstone Mitchell 1845. – 1846., oni su je nazvali Cooper po tadašnjem ministru pravde Južne Australije.

## Povezane stranice
- Jezero Eyre
- Popis najdužih rijeka na svijetu

## Vanjske poveznice
- Cooper Creek na portalu Encyclopædia Britannica (engl.)